# فرانسيسكو خافيير ميير كامبيو
فرانسيسكو خافيير ميير كامبيّو (بالإسبانية: Francisco Javier Mier Campillo)‏ ـ (18 فبراير 1748 ـ 20 مايو 1818) هو أسقف إسباني، شغل منصب كبير المحققين في إسبانيا من سنة 1814 إلى وفاته سنة 1818.

## حياته
ولد ميير كامبيّو في أليس، قرب بلدية بينيامييرا ألتا في منطقة أستورياس في 18 فبراير 1748. وفي 24 مايو 1802، عُين أسقفًا على ألمرية، وكُرّس للأسقفية في سبتمبر من العام ذاته. وعندما عاد ديوان التحقيق الإسباني إلى العمل سنة 1814، اختاره الملك فرناندو السابع كبيرًا لمحققي إسبانيا في 22 يوليو 1814، وظل في هذا المنصب حتى وفاته. وقد استقال من أسقفية ألمرية في 16 ديسمبر 1815.

## وفاته
توفي ميير كامبيو في مدريد في 20 مايو 1818.